# Nhà thờ Chính tòa Thánh Gioan Tẩy Giả ở Trnava
Nhà thờ Chính tòa Thánh Gioan Tẩy Giả ở Trnava (tiếng Slovak: Katedrála svätého Jána Krstiteľa, tiếng Hungary: Keresztelő Szent János székesegyház) là một trong những di tích lịch sử quan trọng bậc nhất tại Trnava, Slovakia.

## Lịch sử
Nhà thờ vốn được xây dựng theo phong cách thuần Baroque và là một phần trong khu phức hợp của các tòa nhà học thuật. Người quyên cúng nhà thờ này là Miklós Eszterházy, đã tin tưởng giao thiết kế nhà thờ vào tay các bậc thầy kiến trúc người Ý là Antonio và Pietro Spazzi vào năm 1629. Khi nhà thờ chưa được hoàn thiện xong thì đã được tôn phong hiển thánh vào năm 1637.
Cấu trúc nhà thờ gồm một gian giáo đường và hai tòa tháp ở hai bên với tổng chiều dài là vào khoảng 61 mét còn chiều rộng là 28 mét. Trên cổng chính của nhà thờ có những bức tượng thiên thần đang ngồi và gia huy bằng đá của gia tộc Esterházy. Khi tham quan nhà thờ, du khách sẽ phải ngạc nhiên bởi sự đồ sộ và đa dạng của những tấm bích họa ở phía bên trong. Ngoài ra, khu vực chính điện còn có trần vòm hình bán nguyệt (barrel vaults), trong khi hai nhà nguyện ở hai phía bên thì có mái vòm vuông (cloister vaults). Tài sản quý giá nhất của nhà thờ chính là bàn thờ lớn được đặt giữa chính điện. Bàn thờ được trang hoang rất lộng lẫy và được hoàn thiện vào năm 1640. Bàn thờ có chiều cao là 20,3 mét; rộng 14,8 mét và được xếp vào một trong những bàn thờ lớn nhất tại Châu Âu. Nhà thờ được trang trí bởi các nghệ nhân G. B. Rossa, G. Tornini và P. Conti. Riêng những tấm bích họa trên mái vòm của nhà thờ thì là tác phẩm nghệ thuật của các họa sĩ người Ý, F. I. Grafenstein và C. Ricchi (Nguồn Tiến sĩ Medvecky, 2008).
Vào tháng 12 năm 1978, Giáo hoàng Gioan Phaolô II đã công nhận nhà thờ với vai trò là nhà thờ chính tòa của Tổng giáo phận Trnava. Tên của tổng giáo phận được đổi vào năm 1995, thành Tổng giáo phận Bratislava-Trnava và năm 2008 lại được đổi về tên cũ là Tổng giáo phận Trnava. Ngày 9 tháng 11 năm 2003, Giáo hoàng Gioan Phaolô II đã đến viếng thăm nhà thờ.